# Charas

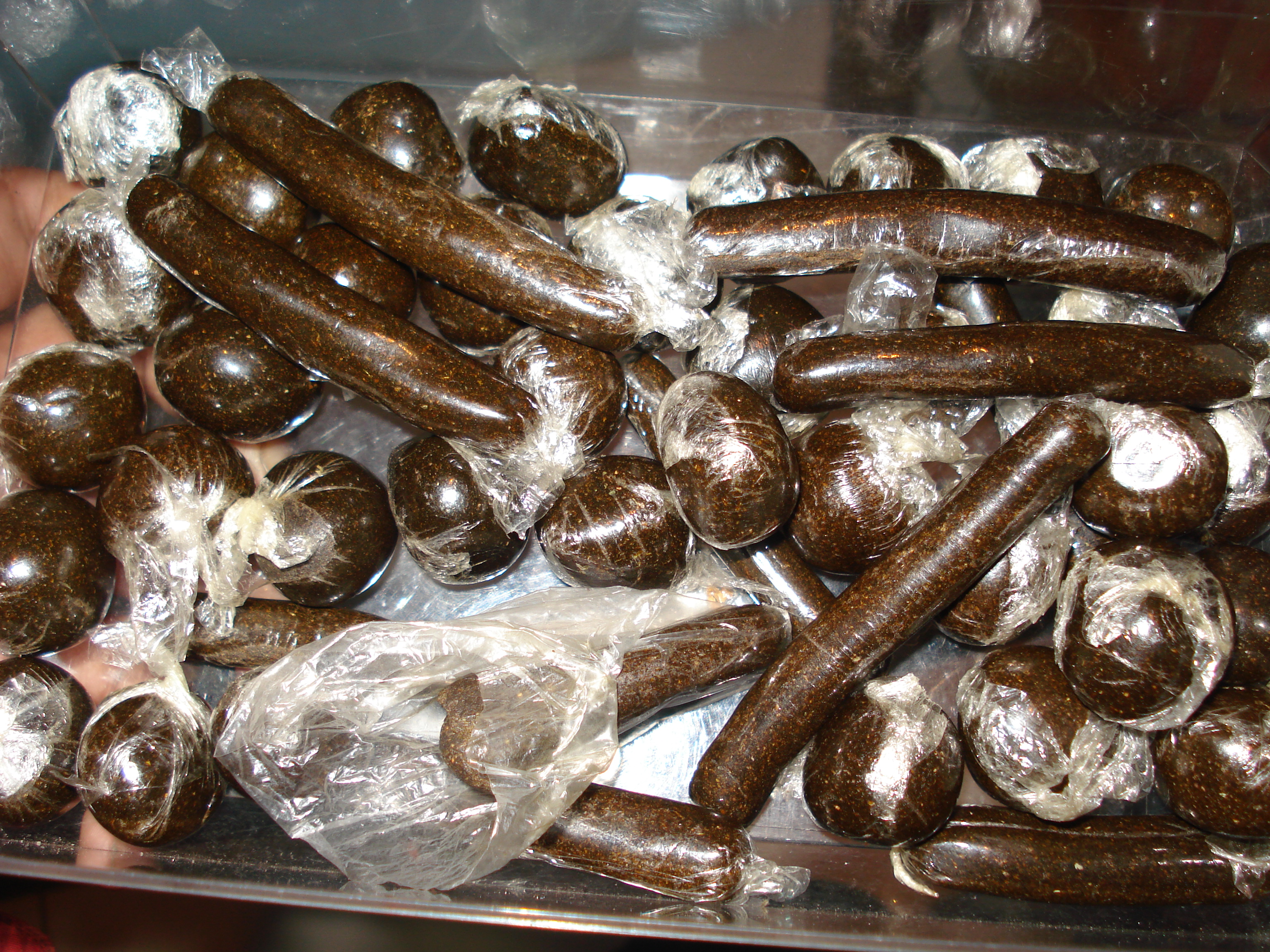

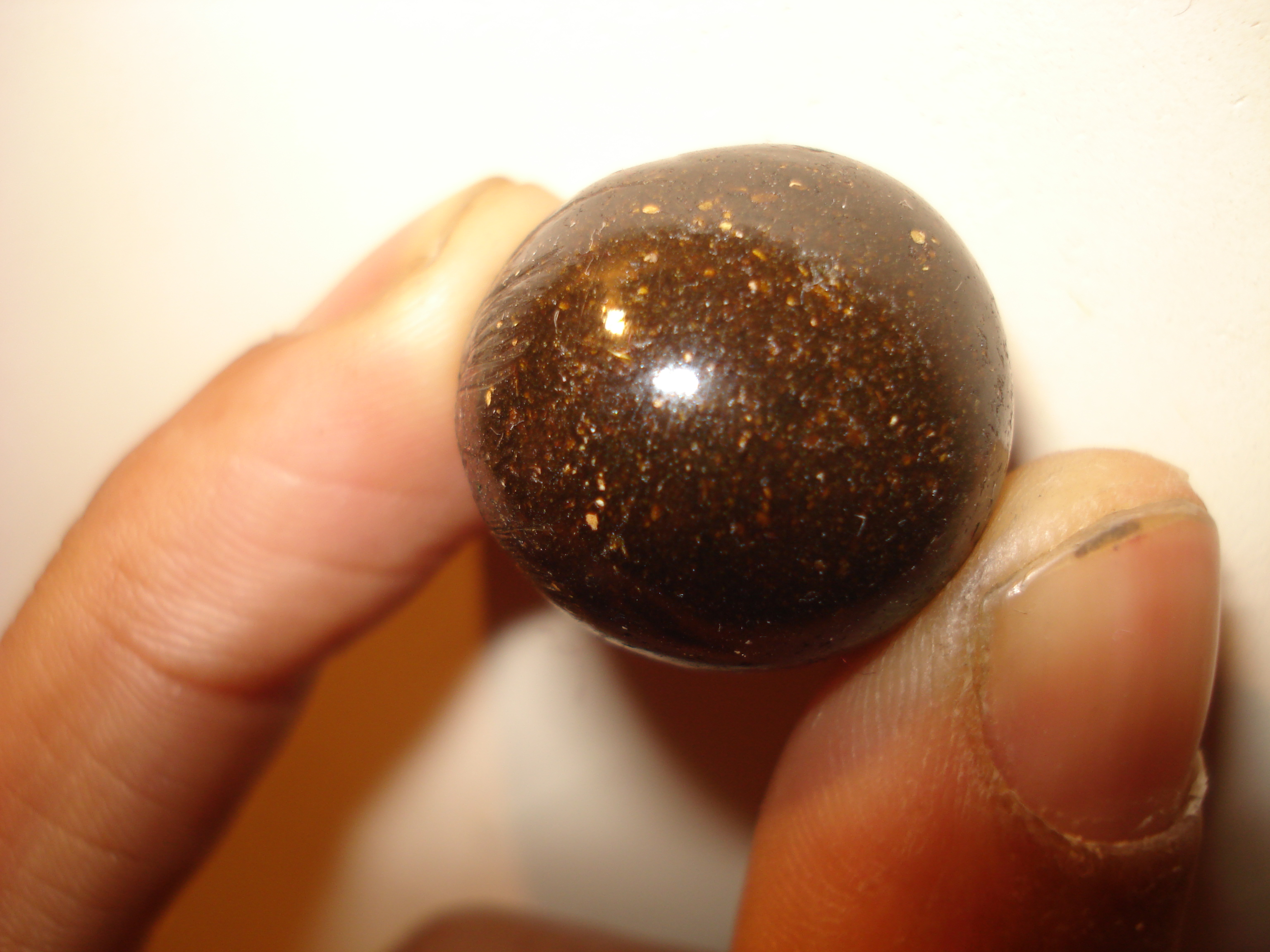

Charas é uma forma de haxixe artesanal, feito no norte da Índia. A diferença entre o Charas e o haxixe comum é que o Charas é feito com a planta ainda viva e o haxixe com a planta já seca.

## Características
Tem coloração marrom clara, mas pode variar entre tons mais escuros a quase pretos. Com um forte gosto amargo, o haxixe charas, ou charasguaya, tem um aroma doce reconhecível à distância por quem já fez uso da substância.  Várias culturas têm como tradição fazer o uso desse haxixe, uma vez que estão inseridas em regiões com cultivo abundante de Charas. Por isso, está também fortemente associado à questão religiosa. 
A substância é consumida por meio do chillum, cachimbo que simboliza o corpo de Shiva, em que o haxixe simboliza a mente, e a fumaça representa a divina influência dos Deuses. O Charas é um entorpecente de altíssima qualidade, devido a sua manufatura e seu simbolismo. Ele é plantado a mais de 3 mil metros de altitude, por isso não é amplamente disponível para consumo, assim como o haxixe paraguaio na América do Sul.